# Léon Le Calvez
Léon Le Calvez (Moëlan-sur-Mero, 14 de marzo de 1909 - Creteil, 7 de julio de 1995) era un ciclista bretón. En 1931 y 1933 es seleccionado para formar parte del equipo de Francia que tenía que participar en el Tour de Francia, junto a Antonin Magno y André Leducq.
Entre 1952 a 1956 será director del equipo del Oeste al Tour de Francia, seleccionando Jean Robic y Jean Malléjac.

## Palmarés
- 1930
  - 1.º en la París-Chauny
- 1932
  - 1.º del Critèrium Internacional
- 1935
  - Vencedor de una etapa en la París-Niza

### Resultados al Tour de Francia
- 1931. Abandona (14.ª etapa). Lleva el maillot amarillo durante 1 etapa
- 1933. 17.ª de la clasificación general